# Schismatogobius deraniyagalai
Schismatogobius deraniyagalai es una especie de pez de la familia de los Gobiidae en el orden de los Perciformes.

## Morfología
Los machos pueden llegar a alcanzar los 4,5 cm de longitud total.

## Alimentación
Es insectívoro. 

## Hábitat
Es un pez de Agua dulce, de clima tropical (22 °C-27 °C). 

## Distribución geográfica
Se encuentra en Australia, las Filipinas y Sri Lanka.

## Observaciones
Es inofensivo para los humanos. 